# Loris Pellaz
Loris Pellaz (* 16. März 1999) ist ein Schweizer Leichtathlet, der im Mittelstrecken- und Hindernislauf an den Start geht.

## Sportliche Laufbahn
Erste internationale Erfahrungen sammelte Loris Pellaz bei den Crosslauf-Europameisterschaften 2018 in Tilburg, bei denen er nach 19:48 min den 72. Platz im U20-Rennen belegte. 2021 schied er bei den U23-Europameisterschaften in Tallinn mit 9:08,42 min im Vorlauf über 3000 m Hindernis aus, und 2023 belegte er bei den World University Games in Chengdu in 8:49,06 min den siebten Platz.
2020 wurde Pellaz Schweizer Meister im 3000-Meter-Hindernislauf.

## Persönliche Bestzeiten
- 3000 Meter Hindernis: 8:49,06 min, 3. August 2023 in Chengdu